# 蛙生蛙粪霉
蛙生蛙粪霉（学名：Basidiobolus ranarum）是属于虫霉目蛙粪霉科蛙粪霉属的一种真菌，腐生在青蛙等两栖动物及爬行动物的粪便或土壤等基物上。该种分布于中国、印度尼西亚、非洲、美国、巴西、加拿大、法国、俄罗斯等地。